# Garmidar Ulu
Garmidar Ulu is een bestuurslaag in het regentschap Lahat van de provincie Zuid-Sumatra, Indonesië. Garmidar Ulu telt 434 inwoners (volkstelling 2010).